# Erotesis evidens
Erotesis evidens is een fossiele soort schietmot uit de familie Leptoceridae.